# Brott i blixtljus
Brott i blixtljus är en amerikansk kriminalthrillerfilm från 1952 som är regisserad av Phil Karlson. Filmen som utspelas i tidningsredaktionsmiljö är baserad på boken The Dark Page av Samuel Fuller från 1944.

## Rollista
| - Broderick Crawford – Mark Chapman - Donna Reed – Julie Allison - John Derek – Steve McCleary - Rosemary DeCamp – Charlotte Grant - Henry O'Neill – Charlie Barnes - Harry Morgan – Biddle | - James Millican – Davis - Griff Barnett – Elroy Hacker, domare - Jonathan Hale – Frank Madison - Don Beddoe – Pete (ej krediterad) - Pierre Watkin – Baxter (ej krediterad) - Jay Adler – Bailey (ej krediterad) |